# Simply Deep
Simply Deep es el álbum debut como solista de cantante Kelly Rowland, estrenado por Columbia Records el 28 de octubre de 2002. Este álbum contiene el mega éxito "Dilemma", con la colaboración del rapero Nelly. El álbum cuenta con colaboraciones de Nelly, Solange Knowles y Joe Budden.
Simply Deep debutó y alcanzó el puesto número doce en el Billboard 200 en los EE. UU., vendiendo 77.000 copias en la primera semana. Se llegó a vender 600.000 copias y fue certificado oro por la RIAA en 2003. El álbum también logró ser número uno en Reino Unido. 
Obtuvo dos nominaciones en los premios TMF en Holanda, y finalmente, ganó los dos trofeos, incluyendo el de Mejor R&B Artista Internacional. El sencillo "Dilemma" ganó un premio Grammy por Mejor Colaboración Rap. Simply Deep ha vendido más de 3 millones de copias en todo el mundo, convirtiéndose en uno de los álbumes más exitosos de 2003.
Rowland se embarcó en una gira por Europa, el tour Simply Deeper Tour, para promover el álbum. Visitar lugares de diecisiete, Rowland se embarcó en la gira en el Reino Unido el 13 de septiembre de 2003 y concluyó que el 6 de octubre de 2003 en París, Francia.

## Rendimiento comercial

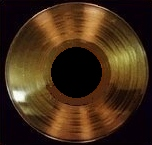
Simply Deep ganó siete de oro y una certificación de platino.

Simply Deep alcanzó el puesto número doce en el Billboard 200, la tabla de álbumes oficiales en los Estados Unidos, el 9 de noviembre de 2002, la venta de 77.000 unidades en su primera semana de lanzamiento. Al mismo tiempo, el álbum también marcó en el Billboard Top R&B/Hip-Hop Albums total, alcanzando el número tres por detrás de LL Cool J con 10 (2002) y Gerald Levert con The G Spot (2002). A finales del año, Simply Deep fue certificado disco de oro por la Recording Industry Association of America (RIAA). Se llegó a vender más de 600.000 copias en los EE. UU.
Lanzamiento de un éxito aún mayor en territorios internacionales, en el Reino Unido, el álbum debutó en el número uno, el 15 de febrero de 2003, vendiendo más de 100.000 copias en su primera semana. Se recibieron dos de plata y una certificación de oro por la Industria Fonográfica Británica (BPI), la semana siguiente, y en abril de 2011, había sido disco de platino para el envío de 300.000 unidades. Simply Deep también alcanzó el primer lugar en Irlanda y fue disco de oro por la música irlandesa Grabado Asociación (IRMA). En otras partes de Europa, el álbum consiguió entrar en la lista de los diez primeros en Dinamarca y en los primeros veinte en Alemania, los Países Bajos, Noruega y Suiza. A través de Oceanía, que quedó en quinto lugar y el séptimo en Australia y Nueva Zelanda, en la semana del 26 de enero de 2003, y fue certificado de oro tanto por el australiano Asociación de la Industria de Grabación (ARIA) y la Recording Industry Association de Nueva Zelanda (RIANZ). [35] Además, el álbum se convirtió en una de oro-seller en Canadá , Hong Kong y Singapur , lo que resulta en un total de ventas en todo el mundo 3 millones de copias, por lo que es de mayor venta Rowland disco en solitario hasta la fecha.

## Track listing
1. "Stole" (Steve Kipner, Dane Deviller, Sean Hosein) – 4:09
2. "Dilemma" (Nelly con Kelly Rowland) (Nelly, Bunny Sigler, Kenny Gamble) – 4:49
3. "Haven't Told You" (Anders Barrén, Jany Schella, Jeanette Olsson) – 3:42
4. "Can't Nobody" (Rich Harrison, Robert Reed, Tony Fisher) – 4:04
5. "Love/Hate" (Brandy Norwood, Blake English, Robert Smith) – 3:08
6. "Simply Deep" (con Solange Knowles) (Troy Johnson, S. Knowles) – 3:22
7. "(Love Lives in) Strange Places" (Kelly Rowland, Billy Mann, Damon Elliott) – 3:32
8. "Obsession" (T. Johnson, S. Knowles) – 3:36
9. "Heaven" (K. Rowland, Taura Jackson, Alonzo Jackson, Todd Mushaw) – 3:59
10. "Past 12" (Robert Fusari, Mary Brown, Falonte Moore, Balewa Muhammad, Taron Beal, Eritza Lauds) – 3:28
11. "Everytime You Walk Out That Door" (Mark J. Feist, Damon Sharpe) – 4:08
12. "Train on a Track" (R. Fusari, Tiaa Wells, B. Muhammad, Sylvester Jordan) – 3:43
13. "Beyond Imagination" (S. Knowles, D. Elliott, Romeo Antonio) – 3:21